# Двадцать пять рублей (Беларусь)
Два́дцать пять рубле́й (бел. Дваццаць пяць рублёў) — номинал банкноты, использовавшейся в Беларуси с 1992 по 2001 год.

## История
25-рублёвая банкнота в Беларуси была введена в обращение 25 мая 1992 года. Выведена из обращения 1 января 2001 года.

## Характеристика

### Лицевая сторона
На лицевой стороне изображён лось. В правом верхнем углу помещена надпись «ДВАЦЦАЦЬ ПЯЦЬ РУБЛЁЎ» и цифровое обозначение номинала — «25». Слева от лося в узорном орнаменте размещено крупное цифровое обозначение номинала, а над ним — номер и серия банкноты. Слева вверху изображён специальный узорный элемент. В нижней части банкноты проходит узорная кайма, обрамлённая защитными надписями в 3 строки сверху и снизу «РЭСПУБЛІКАБЕЛАРУСЬ», выполненными мелким шрифтом.

### Оборотная сторона
На оборотной стороне в узорном орнаменте помещён герб Погоня, слева и справа от которого изображены цифровые обозначения номинала. В верхней части банкноты через всё поле проходит узорная кайма, в нижней части проходят две узорные каймы, между которыми размещается надпись «РАЗЛІКОВЫ БІЛЕТ НАЦЫЯНАЛЬНАГА БАНКА БЕЛАРУСІ». В правой нижней части обозначен год — «1992». В верхней правой части надпись мелкими буквами «ПАДРОБКА РАЗЛІКОВЫХ БІЛЕТАЎ НАЦЫЯНАЛЬНАГА БАНКА БЕЛАРУСІ ПРАСЛЕДУЕЦЦА ПА ЗАКОНУ».

### Серии
Банкнота выпускались в 11-ти сериях: АА, АБ, АВ, АГ, АЕ, АЗ, АК, АЛ, АМ, АН, АО.